# Dozier (Alabama)
Pour les articles homonymes, voir Dozier.
Dozier est une ville du comté de Crenshaw située dans l'État d'Alabama, aux États-Unis,.
La ville porte le nom de Daniel Dozier, qui était pasteur à Searight en Alabama. Elle nait autour d'un arrêt sur la ligne ferroviaire de la Mobile and Girard Railroad (en), à la fin du XIXe siècle. La ville est incorporée en 1907.

## Démographie
| 1910 | 1920 | 1930 | 1940 | 1950 | 1960 | 1970 | 1980 |
| ---- | ---- | ---- | ---- | ---- | ---- | ---- | ---- |
| 288  | 237  | 377  | 399  | 362  | 335  | 304  | 494  |

| 1990 | 2000 | 2010 | 2020 | - | - | - | - |
| ---- | ---- | ---- | ---- | - | - | - | - |
| 483  | 391  | 329  | 285  | - | - | - | - |